# GLE1L
GLE1L‏ (GLE1, RNA export mediator) هوَ بروتين يُشَفر بواسطة جين GLE1L في الإنسان.